# 金剛砂 (伊利諾伊州)
金剛砂（英語：Emery）是位於美國伊利諾伊州梅肯縣的一個非建制地區。該地的面積和人口皆未知。

## 地理
金剛砂的座標為39°58′45″N 88°57′04″W / 39.97917°N 88.95111°W，而該地的平均海拔高度為209米（即686英尺）。